# عدسات قصيرة
العدسات القصيرة تتمتع بزاوية تصوير واسعة وهو ما يسمح بالحصول على الكثير من المواضيع داخل المشهد. العدسات القصيرة القياسية: 24 - 28 مم.
كلما كانت العدسة أقصر (أوسع زاويةً)، زاد تشوه الأبعاد في الصورة. ويبلغ التشوه مداه مع عدسات عين السمكة حيث نحصل على صور دائرية الشكل.
والحكمة من استخدام عدسات الزاوية الواسعة يكون في الاقتراب من الموضوع. ولكن حذار من استخدام العدسات القصيرة لالتقاط الصور الوجهية من مسافة قريبة، إذ أن تشوه الأبعاد سوف يلحق ضرراً بجمال الشخص ويظهره كما لو كان مشوهاً، وقد يتحول الأنف الرائع ليصبح مفلطحاً وواسعاً.
ميزة هامة تتمتع بها العدسات واسعة الزاوية وهي قدرتها على تمرير كمية كبيرة من الضوء إلى الفيلم مقارنةً مع العدسات الطويلة، ويعود السبب في ذلك إلى قصر الطول البؤري للعدسة وبالتالي تكون الفتحة النسبية أوسع. هذه الميزة تساعد على التقاط الصور بدون فلاش أو ركيزة وحتى الدقائق الأخيرة لغروب الشمس.